# Dord (Geisterwort)

Ausschnitt der Seite 771 von Webster’s New International Dictionary von 1934. Dord ist der zweite Wörterbucheintrag.

Dord ist ein englisches Geisterwort, das durch eine Verwechslung in die 1934 erschienene Ausgabe von Webster’s New International Dictionary – ein Wörterbuch aus dem Verlag Merriam-Webster – aufgenommen wurde. Es wurde dort als eine in der Chemie und Physik verwendete Bezeichnung für die Dichte definiert. Der fehlerhafte Wörterbucheintrag wurde erst Ende der 1930er-Jahre entdeckt und 1947 wieder aus dem Dictionary entfernt. Wegen der ungewöhnlichen Geschichte dieses Eintrags fand dord Einzug in die lexikografische Literatur; seine Entstehungsgeschichte wurde auch im Internet vielfach wiedergegeben.
Der im Englischen nicht existierende Begriff „dord“ steht in keinem Bezug zu den bronzezeitlichen Musikinstrumenten, die in der irisch-gälischen Sprache ebenfalls Dord genannt werden.

## Dord als Wörterbucheintrag
Webster’s New International Dictionary erschien 1909 und wurde nach Noah Webster, dem Verfasser des ersten Wörterbuchs der Vereinigten Staaten, benannt. Es umfasste 400.000 Stichwörter und war zu Anfang des 20. Jahrhunderts das umfangreichste Wörterbuch im amerikanischen Englisch. Die zweite Ausgabe erschien 1934 und umfasste mehr als 600.000 Stichwörter auf 3.350 Seiten. Zu den Neuerungen dieser Ausgabe zählte ein separater Teil für Abkürzungen.
Im Rahmen der Vorbereitungen der zweiten Ausgabe von Webster’s New International Dictionary schickte am 31. Juli 1931 der Chemiker Austin M. Patterson der Redaktion von Merriam-Webster einen Notizzettel mit einem Vorschlag zur Ergänzung der Liste der Abkürzungen in der neuen Ausgabe. Der Zettel enthielt den Hinweis, dass der Buchstabe D (als Großbuchstabe oder als Kleinbuchstabe) als Abkürzung für die Dichte (englisch: density) steht. Diese Definition von D als Abkürzung war in der ersten Ausgabe von 1909 nicht enthalten. Durch eine Verwechselung wurde der Zettel dem Stichwortteil des Wörterbuches zugeordnet. Die Beschreibung „D or d“ (englisch: D oder d) wurde vom zuständigen Bearbeiter als ein einzelnes Wort interpretiert. Zwar war der Text mit einer Schreibmaschine geschrieben und die beiden Leerzeichen vor und nach dem „or“ waren klar erkennbar, doch war es Standard bei Merriam-Webster, dass Stichwörter fettgedruckt werden und der Fettdruck bei der Vorbereitung der Wörterbucheinträge durch Sperrsatz beziehungsweise durch Leerzeichen zwischen den Buchstaben dargestellt wurde. Dadurch wurde die Beschreibung „D or d“ als „D o r d“ gedeutet, was schließlich beim Druck des New International Dictionary zu dem Eintrag führte:

“dord (dôrd), n. Physics & Chem. Density”

Die versehentliche Schaffung des nicht existierenden Hauptwortes dord fiel beim Lektorat nicht auf, und so fand sich 1934 beim Erscheinen von Webster’s New International Dictionary der Eintrag auf Seite 771 alphabetisch einsortiert zwischen Dorcopsis und doré wieder.
Erst am 28. Februar 1939 fiel Edward Artin, einem Redakteur von Merriam-Webster, der Eintrag im Wörterbuch auf. Er wunderte sich darüber, dass, anders als üblich, im New International Dictionary keine Anmerkungen zur Wortherkunft des ihm unbekannten Begriffes angegeben waren. Er erkannte, wie der Eintrag entstanden sein könnte, und fertigte eine neue Notiz an mit dem Vermerk, dass es sich bei dord um ein „Ghostword“, ein Geisterwort handelte, das dringend bei der nächsten Druckauflage von Webster’s New International Dictionary entfernt werden sollte. Die Notiz fand aber keine Beachtung; erst 1947 entdeckte ein anderer Mitarbeiter von Merriam-Webster die Notiz bezüglich des Geisterwortes und veranlasste die endgültige Löschung des Eintrags. Um das Schriftbild auf der betreffenden Seite anzupassen, wurde ein anderer Eintrag (doré furnace) umformuliert, damit die Zahl der Textzeilen trotz der Entfernung von dord unverändert blieb.

## Rezeption in der Fachliteratur

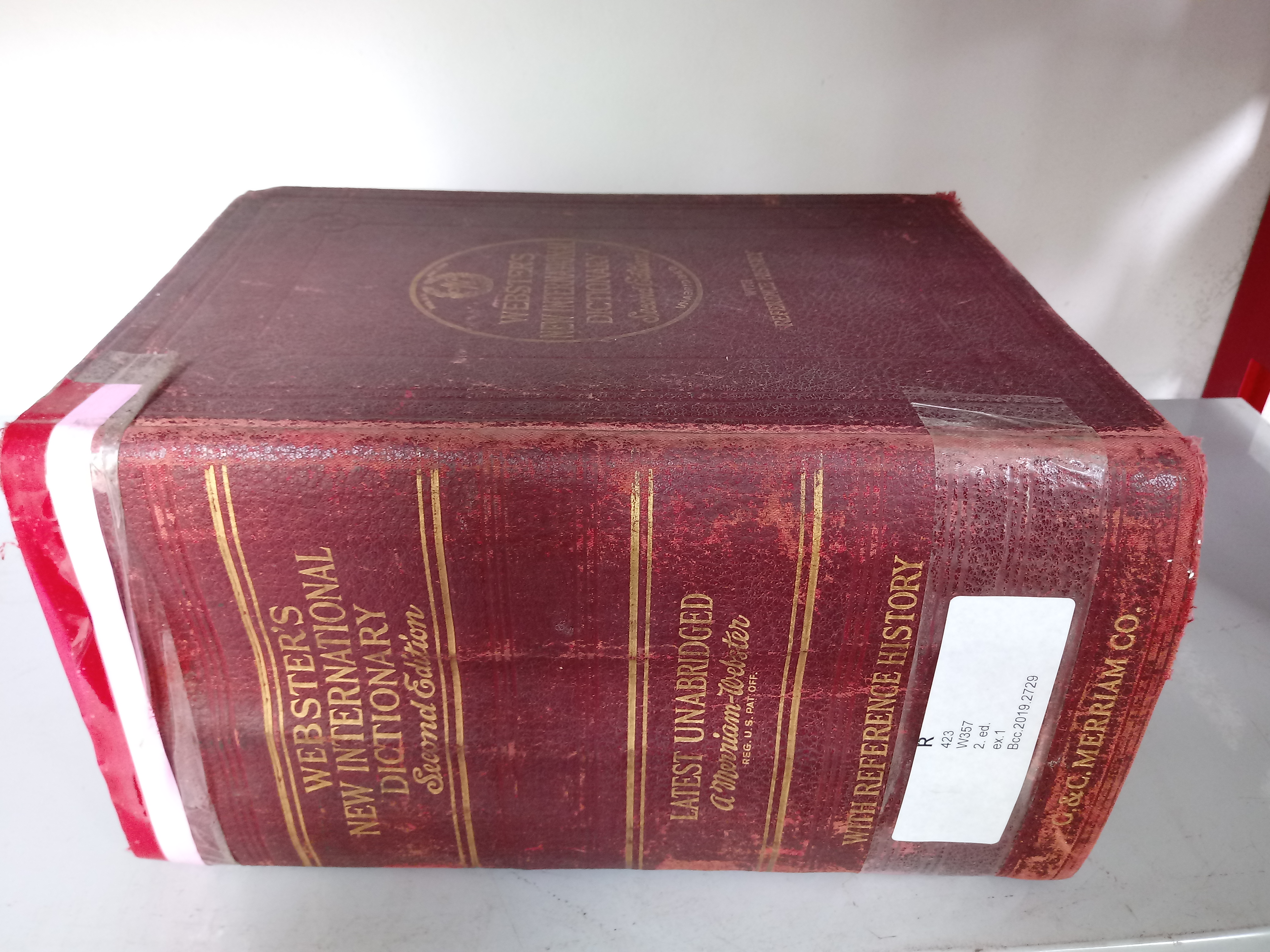
Bibliotheksexemplar von Webster’s New International Dictionary, 2nd Edition.

Der irrtümliche Eintrag von dord blieb nicht lange unbeachtet. Bereits 1942 erwähnte der Journalist Joseph Bryan III in einem Beitrag für die literarische Wochenzeitschrift The Saturday Review of Literature, dass zu den wenigen bekannten Fehlern in der jüngsten Ausgabe von Webster’s New International Dictionary der Eintrag dord gehöre. Sechs Jahre später, und somit kurz nach der endgültigen Tilgung von dord aus dem Dictionary, bezeichnete die Autorin Paula Philips in dem Magazin Coronet das Wort dord als „legendär“ unter Lexikographen. Dord sei der seltsamste Eintrag, der jemals in einem Wörterbuch gefunden wurde. Gemäß Philips habe der Verlag Merriam-Webster erst aus Briefen von Lesern von dem Fehler erfahren und dann das Wort schnellstmöglich entfernt. Diese Schilderung entspricht allerdings nicht der später veröffentlichten Darstellung des Verlags.
Größere Beachtung als die Feuilletonsartikel aus den 1940er-Jahren fand ein sprachwissenschaftlicher Artikel, der im Dezember 1953 in der von der American Dialect Society herausgegebenen Zeitschrift American Speech veröffentlicht wurde. In diesem nannte der Lexikograph Mitford M. Mathews den Begriff dord als ein Beispiel für Geisterwörter, die seiner Meinung nach aufgrund unleserlicher handschriftlicher Notizen entstanden seien. Wenige Monate später stellte Philip Babcock Gove, Herausgeber der 1961 abgeschlossenen dritten Ausgabe des Webster’s, in einer Zuschrift zu American Speech klar, dass nicht eine schlechte Handschrift Ursache für den Eintrag dord war, sondern die Fehlinterpretation der maschinengeschriebenen Notiz „D or d“ zum Geisterwort geführt hatte. Gove beschrieb erstmals detailliert, wie es 1934 zum Eintrag kam und wie das Geisterwort fünf Jahre später bei Merriam-Webster entdeckt wurde. Laut Gove wurde der Eintrag bereits 1940 gelöscht. Ein Abdruck der betreffenden Notizzettel in einem Artikel von Allen Walker Read, der 1978 in dem von der International Linguistic Association herausgegebenen Journal Word veröffentlicht wurde, belegt aber, dass die endgültige Entfernung von dord erst 1947 erfolgte.
Goves ausführliche Darstellung der Umstände der Entstehung von dord sorgten für eine weitere Verbreitung der Anekdote. Zahlreiche wissenschaftliche Arbeiten über die Entstehung von Wörterbüchern und die darin vorkommenden Fehler nennen dord als ein Beispiel. So listete Edward Gates 1973 Goves Artikel in seiner Bibliografie zur Lexikographie. Die Geschichte von dord als Geisterwort wird unter anderem von den Etymologen Philip Howard, Paul Dickson und Tony Augarde sowie in dem vom eCampusOntario herausgegebenen Lehrbuch Essentials of Linguistics wiedergegeben. Der Bibelwissenschaftler Bruce Metzger nannte dord als ein Beispiel, wie sich falsche Wörter in schriftlichen Überlieferungen einschleichen können. Die Rechtswissenschaftlerin Jacqueline Kett unterschied Geisterwörter wie dord von fingierten Lexikonartikeln oder kartografischen Trap Streets, die oft als Plagiatsfallen verwendet werden.
Bereits 1978 bezeichnete Allen Walker Read dord als das „bedeutendste Geisterwort der lexikographischen Geschichte“. Für den deutschen Sprachwissenschaftler Wolfgang Klein ist es eine der „kuriosesten lexikographischen Fehlleistungen aller Zeiten“. Die Popularität des Wortes führte schließlich dazu, dass es in das Wörterbuch Morris Dictionary of Word and Phrase Origins und in die Enzyklopädie The Cambridge Encyclopedia of the English Language aufgenommen wurde.

## Wahrnehmung im Internet
Mit Aufkommen des Internets verbreitete sich das Wissen über das Wort dord und seine Entstehungsgeschichte, meist auf Webseiten und in Artikeln über Trivia und Kuriositäten. Bereits im Jahr 2001 wurde das Thema auf der auf das Aufklären moderner Mythen und Faktenchecks spezialisierten Website Snopes.com behandelt. 2014 wurde dord in das Urban Dictionary eingetragen. Anu Garg, Betreiber der Mailingliste A.Word.A.Day, führte dord im Titel seines dritten Buches über ungewöhnliche Wörter, The Dord, the Diglot, and an Avocado or Two, auf.
Zahlreiche Blogs und Nachrichtenportale berichteten in teils ähnlichem Wortlaut über die Geschichte des Geisterwortes dord, beispielsweise die Literaturmagazine Lapham’s Quarterly und The Paris Review, das Smithsonian Magazine, The Saturday Evening Post oder der Nachrichtensender Euronews. Auch die Redaktion der britischen Quizshow QI behandelte das Wort dord in ihren diversen Medien.